# Asa (Nigéria)
Asa é uma área de governo local em Kwara (estado), Nigéria. Sua sede está na cidade de Afon.
Possui uma área de 1.286 km ² e uma população de 124.668 no censo de 2006.
O código postal da área é de 240.